# Kleidikos (Archon)
Kleidikos (griechisch Κλείδικος Kleidikos), Klidikos oder Kleodikos, der Sohn des Aisimides, wurde laut antiker Überlieferung zum dritten Archon mit zehnjähriger Amtszeit in Athen gewählt. Er folgte auf seinen Vater. Seine Amtszeit wird von 734/33 v. Chr. bis 724/23 v. Chr. angesetzt. Nach ihm wurde Hippomenes zum nächsten Archon mit zehnjähriger Amtszeit gewählt.